# Oratorio di Lago dei Porci
L'oratorio di Lago dei Porci, o originariamente dei Porzi, si trova nell'omonima frazione del comune di Albaredo Arnaboldi. È una piccola costruzione ormai ridotta a rudere, di cui si conserva la pregevole facciata.

## Storia
Nella metà del XV secolo Francesco de' Porzii fece edificare un oratorio affidandolo a un cappellano da mantenere a cura sua e dei suoi eredi.
Era compresa nell'arcipretura di Baselica-Stefanone, inizialmente intitolata all'Immacolata Concezione venne ridedicata a San Carlo quando i possedimenti dei Porzii, tra il 1467 e il 1500 per un'accusa di congiura passarono da Pasino de Gandino detto del Lago a Gabriele Paleari, segretario del duca di Milano, che li vendette al cardinale Carlo Borromeo. Fino al 1803 sotto la diocesi di Pavia, passò a quella di Tortona. Fu in uso fino al 1863, poi venne abbandonata e già sul finire del secolo ne rimaneva solo la facciata.

## Struttura
L'edificio aveva dimensioni ridotte, lungo circa 5 metri, costruito in laterizio con decorazioni in pietra. La facciata in stile romanico ha il portale di entrata sormontato da un arco a tutto sesto e una bifora con la colonnina centrale in pietra abbellita con un volto. Nell'archinvolto della bifora era posto un bacino ceramico ora scomparso. Decorazioni a dentelli realizzate con i mattoni ornano la fascia sottotetto.